# 凯立
托馬斯·凱立（Thomas Kelly，1769年7月23日—1855年5月14日）是一位爱尔兰聖詩作者。

## 生平
1769年7月13日，凯立出生在爱尔兰皇后郡（萊伊什郡）的凯利维尔。他的父亲老托马斯·凯立（1723–1809）是爱尔兰上诉法院的法官。他于1785年进入都柏林三一学院，1789 年毕业。1786年进入伦敦的中殿律師學院。
在都柏林，凯立受到三一学院学生约翰沃克（John Walker，1769–1833)的影响，威廉·罗曼尼（William Romaine）在《福音教义》(Evangelical Doctrines)一书中的观点也给他留下了深刻的印象。他认罪悔改，经历重生得救。 1792年23岁，他选择放弃法律事业，由爱尔兰的国立教会按立为传道人。沃克也在 1793 年按立。. 在此期间，另外两个朋友亨利·马图林 (Henry Maturin) 和沃尔特·雪莉 (Walter Shirley) 也接受按立。 1793年，罗兰希尔（Rowland Hill）访问都柏林，俩人观点一致，开始传讲恩典，“从律法中得自由”。1794 年初，他每个主日下午在圣路加堂（St. Luke's Church）热切传讲福音信息。这些激怒了爱尔兰教会都柏林总主教罗伯特·浮乐（Robert Fowler），禁止他们传讲这些教义。。
凯立在都柏林建立好几处小型独立聚会：一个是普朗克特街聚会所（Plunket Street Meeting House），另一个是伯赛大礼拜堂（Bethesda Chapel, 有一段时间他是受托人） 后来又去了阿西（Athy）。1795 年，他结婚后搬到黑石（Blackrock），在那里建造了一座小教堂。
凯立与他的朋友在爱尔兰广泛传播他的福音派观点。1802 年，他创立了教派 称为凯立会（Kellyites），有六个会众，从苏格兰 招募了一些牧师，同年，罗伯哈尔登（Robert Haldane）和詹姆斯哈尔登（James Haldane）兄弟在那里开设了神学院, 从格拉斯哥搬到爱丁堡 and expanded. 1803 年他与爱尔兰教会决裂。 同年，沃克自己建立了一个团体，名为上帝教会（Church of God），1804 年 被开除都柏林三一学院的成员资格。 并进行了扩展。他于 作为。
凯立在阿西和都柏林服务教会达五十多年。1855年5月14日，凯立在都柏林去世，享年86岁。但在他死后，他的会众消失了。

## 圣诗作者
凯立一生写了765首圣诗，出版时间超过 51 年。 “诗篇和赞美诗集”（A Collection of Psalms and Hymns，1802 年）包含 247首，其中 33 篇是凯立的。 《圣经不同段落的赞美诗》（Hymns on Various Passages of Scripture，1804 年）发行了四个版本，之后是“从未出版过的托马斯·凯利的赞美诗”（Hymns of Thomas Kelly, never before published，1815 年），随后又出版了四个版本。到1853年所出的第七版诗集。

### 诗作
- "Stricken, Smitten, and Afflicted"[6]
- “赞美救主，顺服至死”(We Sing the Praise of Him Who Died，1815)[7]
- “那从以东来的，是谁”(Who is this that Comes from Edom？1809)[8]
- “从前那戴荆棘的头”（The Head that Once Was Crowned With Thorns）[9]
- “听啊，千万金琴争鸣”（Hark! Ten Thousand Harps and Voices，1806）[10]
- “看哪何等荣耀情景”（Look, Ye Saints, the Sight is Glorious）[11]
- “锡安雄踞，群山围绕”（Zion Stands by Hills Surrounded，1806）[12]
- 白昼旅人因“爱”赶路（Through the Day Thy Love Hath Spared Us）[13]
- 主，接纳我们的诗歌（Lord，accept our feeble song！）
- 颂赞声音何等难得！（How pleasant is the sound of praise！）
- 看哪。冠冕已给羊羔！（Behold the Lamb with glory crowned）
- 恩典——最甜天籁(Grace is the Sweetest Sound)

## 家庭
1795年，凯立娶了伊丽莎白·蒂赫（Elizabeth Tighe），她是威克洛郡议员、约翰·卫斯理的支持者威廉·蒂赫（William Tighe）的大女儿，他的妻子莎拉·福恩斯（Sarah Fownes）是第二代男爵威廉·福恩斯爵士（Sir William Fownes, 2nd Baronet）的女儿。她为婚姻带来了财富。他们有两个女儿，伊丽莎白嫁给了鲍尔斯考特子爵（Viscount Powerscourt）的小儿子爱德华·温菲尔德牧师（Reverend Edward Wingfield），而弗朗西斯（Frances）嫁给了托马斯·韦伯牧师（Reverend Thomas Webber），是查尔斯·埃德蒙·韦伯将军（Charles Edmund Webber）的母亲。。 